# باب گیونز
رابرت هرمان "باب" گیوِنز (انگلیسی: Robert Herman "Bob" Givens؛ ۲ مارس ۱۹۱۸ – ۱۴ دسامبر ۲۰۱۷)، پویانما و طراح شخصیت کارتونی اهل ایالات متحدهٔ آمریکا بود. او در دوران حرفه‌ایِ خود برای استودیوهای انیمیشن‌های متعددی ازجمله دیزنی، برادران وارنر و هانا-باربرا کار کرده‌است. این همکاری‌ها از اوایل دههٔ ۱۹۳۰ میلادی آغاز شد و تا آغاز دههٔ ۲۰۰۰ میلادی ادامه داشت. او با چاک جونز، کارگردان، مشارکت‌های مکرر و طولانی داشت.
گیونز در طول شش دهه فعالیت، شخصیت‌های «دافی‌داک»، «تام و جری»، « باگز بانی»، «گارفیلد و دوستان» و «سفیدبرفی و هفت کوتوله» را خلق کرد

## زندگی
گیونز یکی از دو پسر دوقلوی خانواده بود که در ۱۹۱۸ میلادی در هنسن، کنتاکی به دنیا آمد. خانواده‌اش به کالیفرنیای جنوبی نقل مکان کرد و امیدوار بود که تغییر اقلیم باعث بهبود سلامت پدرش، که دامدار و پرورش‌دهندهٔ اسب بود، شود. او در تابستان ۱۹۳۶ از دبیرستان فارغ‌التحصیل شد. یک سال بعد را به کارهای هنری پرداخت و سپس در ۱۹۳۷ به کار در استودیو والت دیزنی مشغول شد.

## مرگ
گیونز در ۱۴ دسامبر ۲۰۱۷ بر اثر نارسایی تنفسی در مرکز پزشکی سنت جوزف پراویدنس در بربنک، کالیفرنیا، در ۹۹ سالگی درگذشت.